# 2014年ソチオリンピックのセルビア選手団
2014年ソチオリンピックのセルビア選手団（2014ねんソチオリンピックのセルビアせんしゅだん）は、2014年2月7日から23日までロシアのソチで開催されたソチオリンピックセルビア選手団の名簿。

## 選手団
- 人員: 選手 8人
- 開会式旗手: ミランコ・ペトロヴィッチ

## アルペンスキー
- マルコ・ヴキチェヴィッチ

男子大回転 (途中棄権)
男子回転 (途中棄権)
男子スーパー大回転 (48位、1:23.88)
- ネヴェナ・イグニャトヴィッチ

女子大回転 (28位、2:42.46)
女子回転 (途中棄権)

## バイアスロン
- ミランコ・ペトロヴィッチ

男子20km個人 (69位、56:45.4)
男子10kmスプリント (69位、27:08.2)

## ボブスレー
- ヴク・ラジェノヴィッチ、アレクサンダル・ブンダロ

男子2人乗り (3回目棄権 2回目29位、1:56.87)

## クロスカントリースキー
- ミランコ・ペトロヴィッチ

男子15kmクラシカル (77位、46:42.2)
男子50kmフリー (50位、1:53:35.1)
男子スプリント (予選敗退、63位、3:50.20)
- レジャン・スムルコヴィッチ

男子15kmクラシカル (途中棄権)
男子スプリント (予選敗退、76位、4:02.28)
- イヴァナ・コヴァチェヴィッチ

女子10kmクラシカル (75位、45:21.3)

## スノーボード
- ニーナ・ミチッチ

女子パラレル大回転 (予選敗退、27位、2:04.94)
女子パラレル回転 (予選敗退、31位、1:08.07)